# Norroy-le-Sec
Norroy-le-Sec és un municipi francès situat al departament de Meurthe i Mosel·la i a la regió del Gran Est. L'any 2007 tenia 379 habitants.

## Demografia

### Població
El 2007 la població de fet de Norroy-le-Sec era de 379 persones. Hi havia 152 famílies, de les quals 30 eren unipersonals (11 homes vivint sols i 19 dones vivint soles), 53 parelles sense fills, 61 parelles amb fills i 8 famílies monoparentals amb fills.
La població ha evolucionat segons el següent gràfic:
Habitants censats

### Habitatges
El 2007 hi havia 162 habitatges, 149 eren l'habitatge principal de la família, 2 eren segones residències i 11 estaven desocupats. 143 eren cases i 18 eren apartaments. Dels 149 habitatges principals, 113 estaven ocupats pels seus propietaris, 33 estaven llogats i ocupats pels llogaters i 3 estaven cedits a títol gratuït; 9 tenien dues cambres, 11 en tenien tres, 36 en tenien quatre i 92 en tenien cinc o més. 119 habitatges disposaven pel capbaix d'una plaça de pàrquing. A 66 habitatges hi havia un automòbil i a 69 n'hi havia dos o més.

### Piràmide de població
La piràmide de població per edats i sexe el 2009 era:
| Homes | Edats   | Dones |
| ----- | ------- | ----- |
| 0     | 95 o +  | 0     |
| 0     | 90 a 94 | 0     |
| 0     | 85 a 89 | 0     |
| 4     | 80 a 84 | 0     |
| 0     | 75 a 79 | 16    |
| 8     | 70 a 74 | 4     |
| 24    | 65 a 69 | 12    |
| 12    | 60 a 64 | 12    |
| 4     | 55 a 59 | 28    |
| 16    | 50 a 54 | 12    |
| 8     | 45 a 49 | 8     |
| 0     | 40 a 44 | 8     |
| 28    | 35 a 39 | 28    |
| 12    | 30 a 34 | 16    |
| 8     | 25 a 29 | 16    |
| 8     | 20 a 24 | 4     |
| 4     | 15 a 19 | 4     |
| 12    | 10 a 14 | 20    |
| 8     | 5 a 9   | 28    |
| 8     | 0 a 4   | 4     |

## Economia
El 2007 la població en edat de treballar era de 236 persones, 164 eren actives i 72 eren inactives. De les 164 persones actives 153 estaven ocupades (82 homes i 71 dones) i 12 estaven aturades (7 homes i 5 dones). De les 72 persones inactives 26 estaven jubilades, 21 estaven estudiant i 25 estaven classificades com a «altres inactius».

### Ingressos
El 2009 a Norroy-le-Sec hi havia 155 unitats fiscals que integraven 395 persones, la mediana anual d'ingressos fiscals per persona era de 17.090 €.

### Activitats econòmiques
Dels 8  establiments que hi havia el 2007, 1 era d'una empresa alimentària, 4 d'empreses de comerç i reparació d'automòbils, 1 d'una empresa d'hostatgeria i restauració, 1 d'una empresa de serveis i 1 d'una empresa classificada com a «altres activitats de serveis».
Dels 2 establiments de servei als particulars que hi havia el 2009, 1 era un taller de reparació d'automòbils i de material agrícola i 1 restaurant.
L'únic establiment comercial que hi havia el 2009 era una fleca.
L'any 2000 a Norroy-le-Sec hi havia 7 explotacions agrícoles.

## Equipaments sanitaris i escolars
El 2009 hi havia una escola elemental integrada dins d'un grup escolar amb les comunes properes formant una escola dispersa.

## Poblacions més properes
El següent diagrama mostra les poblacions més properes.